# 学校法人日本女子大学
学校法人日本女子大学（がっこうほうじんにほんじょしだいがく）は、日本の学校法人である。東京都文京区に主たる事務所を置く。

## 設置する学校
- 日本女子大学
  - 通信教育課程
  - 大学院
  - 通信制大学院
- 日本女子大学 附属中学校・高等学校
  - 日本女子大学 附属豊明小学校
- 日本女子大学 附属豊明幼稚園

## 付属機関
- 図書館
- 成瀬記念館
- 総合研究所
- 現代女性キャリア研究所
- JWU女子高等教育センター
- 社会連携教育センター
- 教職教育開発センター
- 生涯学習センター
- メディアセンター
- カウンセリングセンター
- 保健管理センター
- さくらナースリー

## 役員、評議員

### 理事長
- 今市涼子

## 税制上の優遇措置

### 特定公益増進法人
- 本法人は、『私立学校法第3条に規定する学校法人で学校の設置若しくは学校及び専修学校若しくは各種学校の設置を主たる目的とするもの又は私立学校法第64条第4項の規定により設立された法人で専修学校若しくは各種学校の設置を主たる目的とするもの』として特定公益増進法人の交付を受けている法人である。そのため、寄附金の額に応じて個人・法人の所得から控除（個人は確定申告、法人は当該事業年度の損金算入による手続き）される税法上の優遇措置を受けられる[3]。

### 受配者指定寄附金
- 企業等の法人が日本私立学校振興・共済事業団を通じて指定する学校法人へ行う寄附制度。本制度を利用することで、寄附金を支出した事業年度に当該寄付金額を損金に算入することがでる税法上の優遇措置[4]を受けられる。

### 寄附講座寄附金
- 企業等の法人が寄附講座寄附金（提携/連携講座寄附金など）を開設した場合、法人税法により、寄付金を支出した事業年度に当該寄附金額を損金に算入し、税法上の優遇措置を受けられる。
- 個人が寄附講座寄附金（提携/連携講座寄附金など）を開設した場合、所得税法、住民税（地方税法）により、総所得金額から寄附金の額を控除することができ、税法上の優遇措置を受けられる。

### 現物寄附
- 租税特別措置法により、土地、建物、株などの有価証券等の現物寄附の「みなし譲渡所得（値上がり益等）」は非課税として控除される[5][6]。

### 遺贈
- 租税特別措置法により、遺贈を行った場合、相続税が非課税として控除される[5][6]。